# سازوی وزغی
سازوی وزغی (نام علمی: Juncus bufonius) نام یک گونه از سرده سازو است.